# Cerro Maravilla
Cerro Maravilla es el cuarto pico más alto de Puerto Rico con 3953 pies (1205 m). Se encuentra al este del Barrio Anón de Ponce, en la frontera entre los municipios de Ponce y Jayuya en el área sur de la isla, y es parte de la Cordillera Central de Puerto Rico.
El pico es más conocido por ser el lugar donde dos independentistas de Puerto Rico fueron manipulados y ejecutados el 25 de julio de 1978 por la policía. Esta controversia desde entonces ha convertido a la montaña en un punto de encuentro para los partidarios de la independencia del Estado libre asociado de Puerto Rico.
| Climograma de Cerro Maravilla (Clima - Cfb) | Climograma de Cerro Maravilla (Clima - Cfb) | Climograma de Cerro Maravilla (Clima - Cfb) | Climograma de Cerro Maravilla (Clima - Cfb) | Climograma de Cerro Maravilla (Clima - Cfb) | Climograma de Cerro Maravilla (Clima - Cfb) | Climograma de Cerro Maravilla (Clima - Cfb) | Climograma de Cerro Maravilla (Clima - Cfb) | Climograma de Cerro Maravilla (Clima - Cfb) | Climograma de Cerro Maravilla (Clima - Cfb) | Climograma de Cerro Maravilla (Clima - Cfb) | Climograma de Cerro Maravilla (Clima - Cfb) |
| --- | ------------------------------------------- | ------------------------------------------- | ------------------------------------------- | ------------------------------------------- | ------------------------------------------- | ------------------------------------------- | ------------------------------------------- | ------------------------------------------- | ------------------------------------------- | ------------------------------------------- | ------------------------------------------- |
| E | F                                           | M                                           | A                                           | M                                           | J                                           | J                                           | A                                           | S                                           | O                                           | N                                           | D                                           |
| 102 20 13 | 91 20 13                                    | 110 20 13                                   | 178 21 14                                   | 282 21 15                                   | 169 23 16                                   | 147 23 16                                   | 243 23 16                                   | 356 23 16                                   | 373 23 16                                   | 207 22 15                                   | 97 21 14                                    |
| temperaturas en °C • totales de precipitación en mm |                                             |                                             |                                             |                                             |                                             |                                             |                                             |                                             |                                             |                                             |                                             |
| Conversión sistema imperial\| E \| F \| M \| A \| M \| J \| J \| A \| S \| O \| N \| D \| \| 4 68 56 \| 3.6 68 55 \| 4.3 69 56 \| 7 70 57 \| 11 70 59 \| 6.7 73 61 \| 5.8 73 61 \| 9.6 73 62 \| 14 74 61 \| 15 73 61 \| 8.1 71 59 \| 3.8 70 57 \| \| temperaturas en °F • totales de precipitación en pulgadas \| \| \| \| \| \| \| \| \| \| \| \| |                                             |                                             |                                             |                                             |                                             |                                             |                                             |                                             |                                             |                                             |                                             |
| E | F                                           | M                                           | A                                           | M                                           | J                                           | J                                           | A                                           | S                                           | O                                           | N                                           | D                                           |
| 4 68 56 | 3.6 68 55                                   | 4.3 69 56                                   | 7 70 57                                     | 11 70 59                                    | 6.7 73 61                                   | 5.8 73 61                                   | 9.6 73 62                                   | 14 74 61                                    | 15 73 61                                    | 8.1 71 59                                   | 3.8 70 57                                   |
| temperaturas en °F • totales de precipitación en pulgadas |                                             |                                             |                                             |                                             |                                             |                                             |                                             |                                             |                                             |                                             |                                             |